# Vešala
Vešala (mazedonisch Вешала; albanisch definit Veshalla, indefinit Veshallë) ist eine Ortschaft in der Gemeinde Tetovo in der Republik Mazedonien.

## Geographie

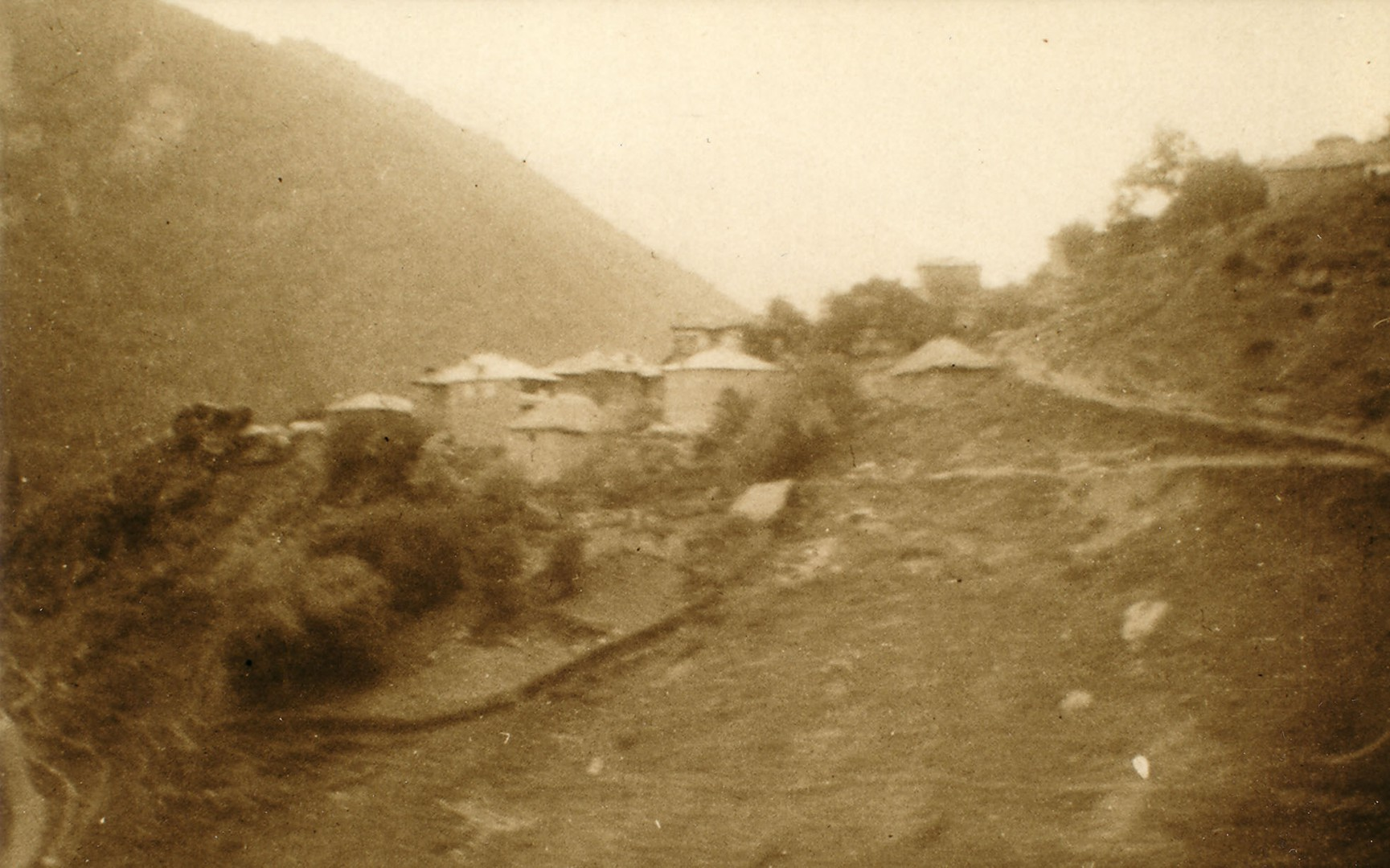
Häuser in Vešala (1903)

Vešala liegt im äußersten Nordwesten Mazedoniens im Gebirge Šar Planina an den Hängen des sich nördlich erhebenden Berges Vrtop. Unmittelbar südlich unterhalb des Dorfes fließt die Pena, die von Westen kommend ein Tal bildet, und nach dem östlichen Nachbardorf Brodec gen Südosten abknickt und über Šipkovica bis zur Stadt Tetovo weiterfließt. Der westliche Nachbarort Vešalas ist Bozovce.

## Bevölkerung
Gemäß Volkszählung 2002 hat Vešala 1222 Einwohner, 1207 (98,77 %) davon sind Albaner.
| Volkszählung | 1900 | 1948    | 1953  | 1961  | 1971  | 1981 | 1991 | 1994 | 2002 |
| ------------ | ---- | ------- | ----- | ----- | ----- | ---- | ---- | ---- | ---- |
| Einwohner    | 440  | 865     | 972   | 898   | 1299  | 1405 | - 1  | 1045 | 1222 |
| Albaner      | 440  | k. A. 2 | k. A. | k. A. | k. A. | 1398 | -    | 1040 | 1207 |

## Infrastruktur
In Vešala befinden sich unter anderem eine Grundschule und eine Moschee.
Aktuelle Probleme, die im Januar 2018 von lokalen Gemeindevertretern des Dorfes angesprochen wurden, sind eine fehlende regelmäßige Personenbeförderungslinie nach Tetovo sowie die Forderung nach einer Erneuerung des örtlichen Wasserbeckens für die Trinkwasserversorgung.